# Sittipong Manaowarn
Sittipong Manaowarn (thailändisch สิทธิพงษ์ มะนาวหวาน, * 18. Februar 1982 in Chaiyaphum) ist ein thailändischer Fußballspieler.

## Karriere
Sittipong Manaowarn stand bis 2014 beim Royal Thai Navy FC in Sattahip unter Vertrag. Wo er vorher gespielt hat, ist unbekannt. 2012 bis 2013 spielte der Navy FC in der zweiten Liga des Landes, der Thai Premier League Division 1. 2014 wurde er an den PTT Rayong FC ausgeliehen. Der Verein im nahegelegenen Rayong spielte in der ersten Liga, der Thai Premier League. Am Ende der Saison 2014 musste er mit dem Verein den Weg in die Zweitklassigkeit antreten. 2015 wechselte er zum Khon Kaen United FC nach Khon Kaen. Der Verein spielte in der dritten Liga, der damaligen Regional League Division 2. Mit Khon Kaen wurde er Meister, konnte jedoch nicht aufsteigen, da Khon Kaen wegen eines Strafverfahrens gesperrt wurde. Wo er nach der Sperre unter Vertrag stand, ist unbekannt. Seit 2019 steht er beim Drittligisten Surat Thani FC in Surat Thani unter Vertrag.

## Erfolge
Khon Kaen United FC
- Regional League Division 2 – North/East: 2015